# Вільям Тені

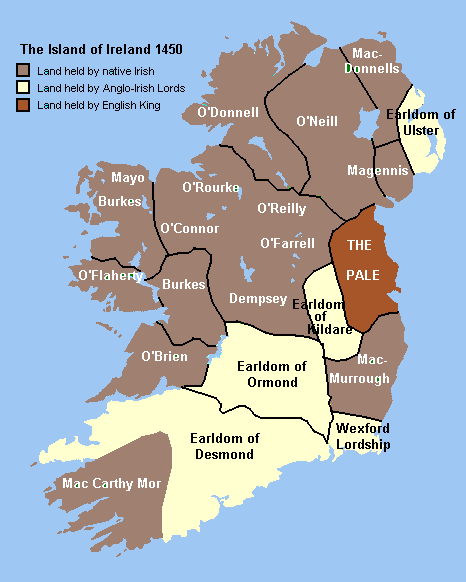
Ірландія в середні віки. Показані англійські володіння, володіння графів Ормонд та Фіцджеральд, володіння незалежних ірландських кланів та королівств.

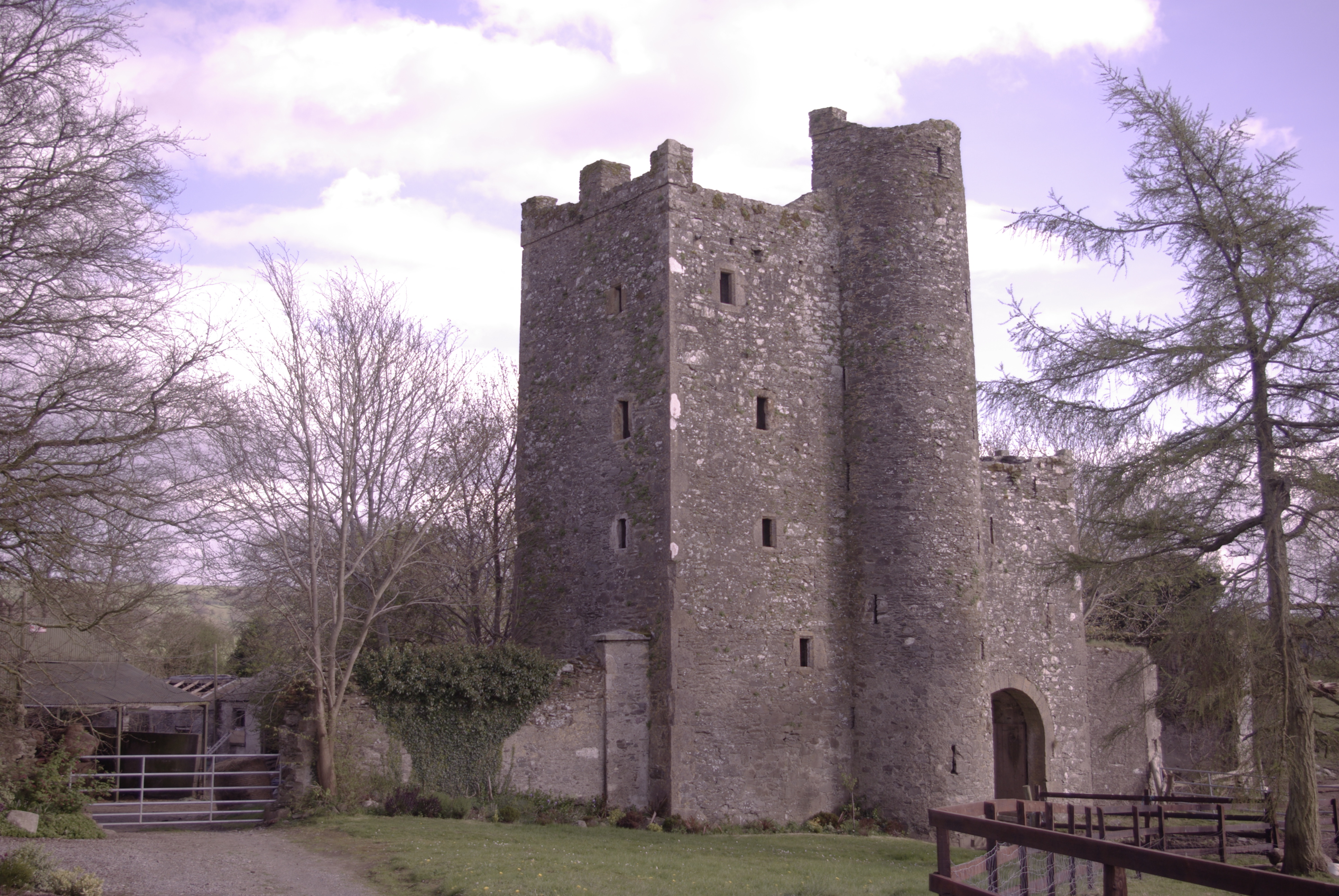
Замок Кілтілі (Кілл Хелє) в графстві Кілдер.

Герб ордена Госпітальєрів.

Вільям Тені або Вільям Тані (англ. - William Tany or Tani) (помер близько 1384 р.) – відомий ірландський політик, юрист, суддя, державний, військовий та церковний діяч, пріор Ордена Госпітальєрів в Ірландії, юстиціарій Ірландії в 1373 – 1374 роках, лорд-канцлер Ірландії з 1374 по 1377 рік, а потім знову з 1382 по 1384 рік [1].

## Життєпис
Вільям Тені був англійського походження, оскільки обрання його наступника, англо-ірландського лицаря Річарда Вайта у 1384 році багато хто вважав протестом ірландських лицарів проти встановлення англійських пріорів. Вперше про нього знаходимо свідчення в історичних документах які стосуються Ордена Госпітальєрів в Кілтілі, графство Кілдер, у 1365 році [2]. Ймовірно, він став пріором у 1371 році (деякі джерела вказують більш ранню дату). Папа Римський запропонував йому та англійському пріору співпрацювати для організації хрестового походу. У 1375 році він був серйозно зайнятий як лорд-канцлер Ірландії королівськими справами в кількох частинах Лейнстера, і тому не зміг стати присяжним у Вотерфорді: Джон Кеппок, головний лорд-суддя Ірландії, заступив його, не маючи в розпорядженні Великої Державної Печатки Ірландії [3]. У 1375 році він отримав землі сера Томаса Вердона в Ретморі, графство Міт (згодом ці землі повернулися до сера Джона Круїса та його дружини Матильди, дочки та зятя Вердона). Його регулярно викликали до ірландського парламенту, і в 1376 році він отримав звільнення від військової служби через численні благодійні справи, які виконував його орден, і велику кількість капеланів, які утримувалися в його будинку для відправлення меси. Його королівське жалування на посаді лорд-канцлера Ірландії становила 40 фунтів стерлінгів на рік [4], що було великою сумою грошей на той час (хоча пізніший канцлер, Річард Норталіс, скаржився, що ця сума не покривала навіть третини його витрат, і попросив підвищення на 20 фунтів стерлінгів). Його зарплата на посаді судді становила 125 фунтів стерлінгів щоквартально. Він мав право на озброєну охорону з шести солдат і дванадцяти лучників, а також отримав невизначену суму для виплати заборгованості по зарплаті в 1377 році [6]. У 1377 році Таємна Рада Ірландії відправила його до Англії у службових справах, що, мабуть, було звичним завданням викласти скарги Ірландії королю Англії, а потім вирушив у паломництво до Єрусалиму [7]. У 1380 році Корона Англії та Ірландії повернула йому ставок та рибальство на річці Ліффі в Чапелізоді, яке було взято в руки Корони для ремонту [8]. Він був повторно призначений лорд-канцлером Ірландії в 1382 році і обіймав цю посаду приблизно до 1384 [9]. Він був багато зайнятий своєю роботою – в Ірландії було неспокійно, постійно вирували повстання ірландських кланів, що не мирилися з владою Англії. У 1383 році він звернувся до Корони Англії з проханням отримати компенсацію, оскільки він сам поніс усі витрати на переговори. Корона присудила йому 20 фунтів стерлінгів [10].
У 1383 році йому довелося знову відвідати Англію [2]. Ймовірно, він помер у 1384 році, коли на його місце було обрано Річарда Вайта. Цього Річарда Вайта не слід плутати з головним лорд-суддею Ірландії Річардом Вайтом, що помер кілька років тому. Пріор Річард помер до 1397 року, коли його змінив Пітер Холт [11].